# آرجوست-موریکسیو
آرجوست-موریکسیو (به فرانسوی: Argiusta-Moriccio) یک کمون در فرانسه است که در canton of Petreto-Bicchisano واقع شده‌است. آرجوست-موریکسیو ۱۰٫۳ کیلومتر مربع مساحت دارد ۴۵۰ متر بالاتر از سطح دریا واقع شده‌است.